# Austorc d'Alboi
Austorc d'Alboi o del Boi (fl. ...1275…) va ser un trobador occità. Se'n conserva només un tornejament.
No se sap gairebé res de la vida d'aquest trobador. Era un cavaller del comtat de Rodés, ja que figura com a tal en un parell d'actes signades a Rodés el 1275.
Només es conserva d'ell un partiment amb Guiraut Riquier i el comte Enric II de Rodés, on Austorc d'Alboi respon al senhal de Reinaut. Aquesta composició està reproduïda al Cançoner R conservat a la Biblioteca Nacional de França amb la signatura BN f.f. 22543.

## Obra
- (248.74 = 38.1 = 140.1d)[5] Senhe n'Austorc d'Alboy, lo coms plazens (tornejament)